# Gratidão (álbum de Rozeane Ribeiro)
Gratidão é o décimo quinto álbum da cantora Rozeane Ribeiro lançado pela gravadora RORI Music em abril de 2017.
O álbum foi produzido por Leandro Rodrigues, possui 14 faixas, sendo 11 de autoria da própria cantora e uma de Josefo Flávio, marido de Rozeane, além de duas regravações.

## Faixas
1. Mais Grato a Ti
2. Grande Deus
3. Gratidão
4. Sua Vitória Breve Virá
5. A Cruz Valeu
6. Desce Sobre Nós
7. Esse Adorador
8. Noivo Vem
9. Eu Sou Davi
10. Não Peques Mais
11. Decidi Andar Com Deus
12. Com a Força do Louvor
13. Deus Nunca Falha
14. Base Forte (Faixa Bônus)